# Eupen
Eupen és una ciutat belga en la Província de Lieja, situada al marge del riu Weser a 12 km de la frontera amb Alemanya. L'1 de gener del 2024 tenia 20.092 habitants. És la capital de la Comunitat Germanòfona de Bèlgica i la seu del parlament i de l'administració van establir-s'hi.

## Història

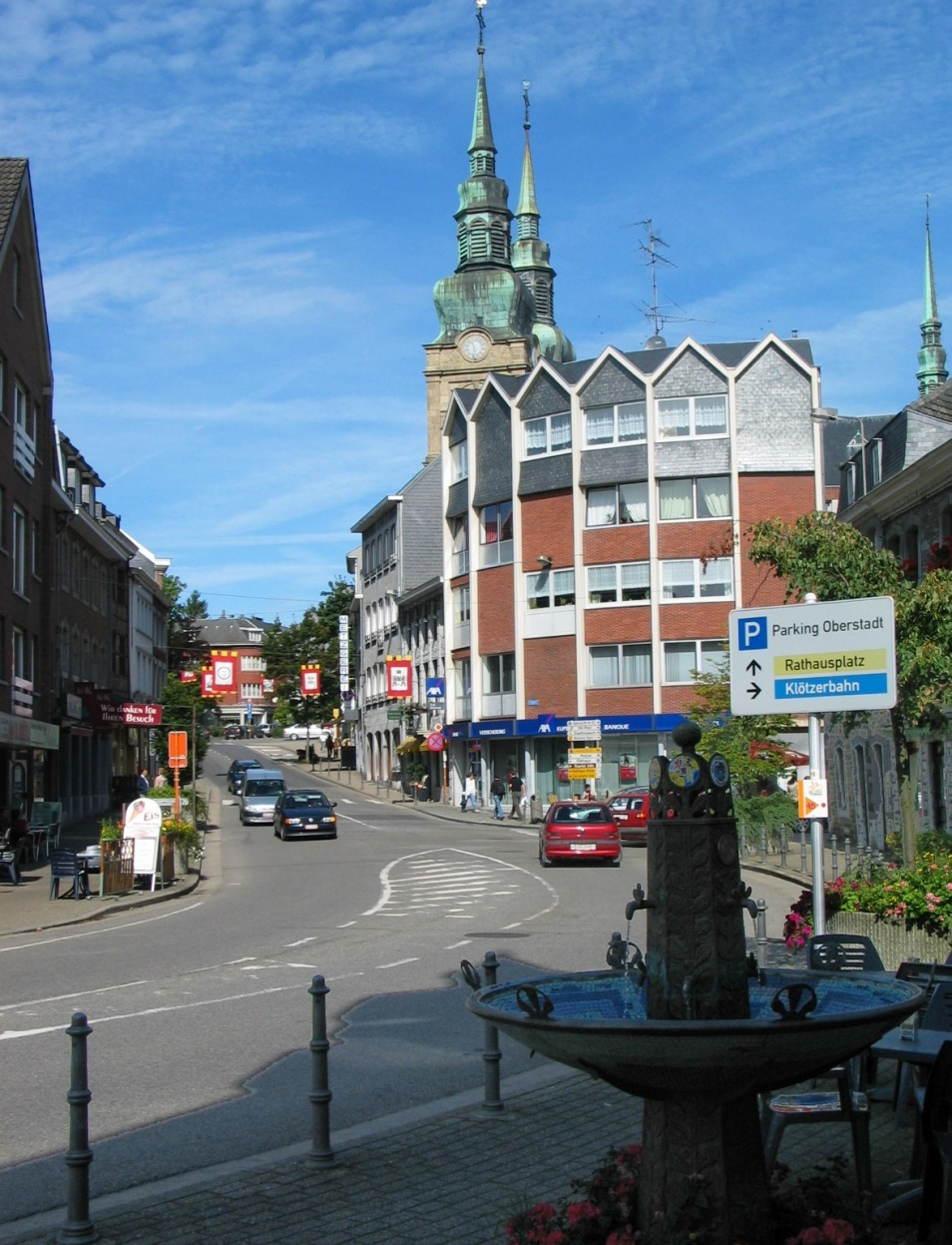
Imatge d'un carrer d'Eupen amb l'església de Sant Nicolau de fons

La ciutat pertanyia primer del ducat de Limburg i des de 1288 fins a l'ocupació francesa al ducat de Brabant, una de les Disset Províncies. Després de la desfeta napoleònica a Waterloo, el territori va escaure a l'imperi prussià fins al 1920, quan el Tractat de Versalles va atorgar els cantons Eupen, Malmedy i Sankt-Vith a Bèlgica. Després d'un breu període d'annexió a l'Alemanya hitleriana durant la Segona Guerra Mundial, va tornar definitivament a Bèlgica.
Del 1920 al 1940, el govern centralista belga va provar una política d'assimilació lingüística i de francesització que no va reeixir gaire. Després de la segona guerra mundial, a poc a poc les regions de parla alemanya van aconseguir drets i una representació política amb un parlament i tres ministres propis. El 1963, el caràcter lingüístic d'Eupen va ser reconegut definitivament, quan es va fixar la frontera lingüística belga. Des de la reforma de l'estat de 1970, els municipis de parla alemanya van obtenir una primera autonomia (per a la història de la comunitat, vegeu l'article sobre la Comunitat Germanòfona de Bèlgica). Al tenir institucions parlamentàries completes, pot ser considerada com la minoria lingüística més protegida del món, ja que la gent de parla alemanya forma menys d'un per cent de la població total del regne de Bèlgica. El 90% de la població és de parla alemanya i només el 10% de parla francesa, tot i que la majoria dels habitants són bilingües.

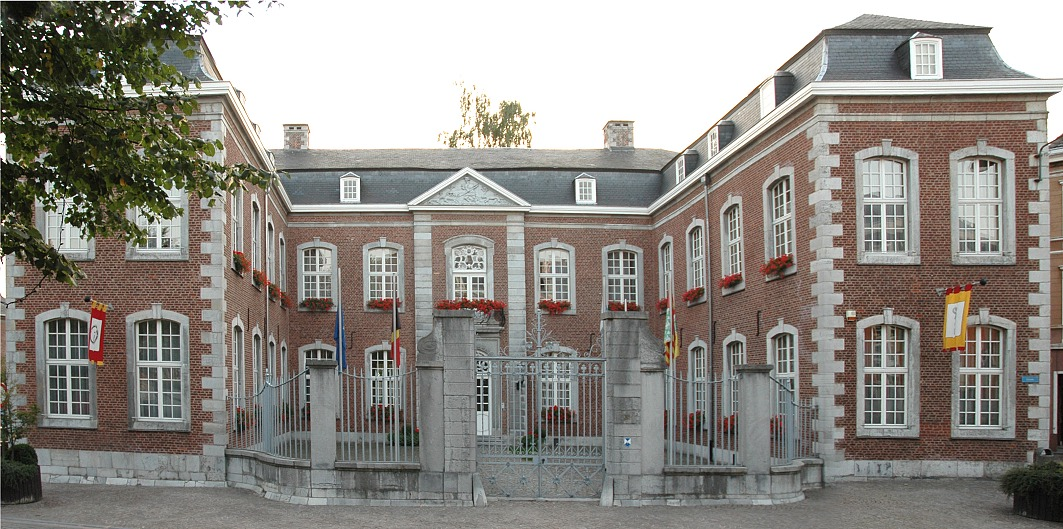
Seu del govern de la comunitat germanòfona

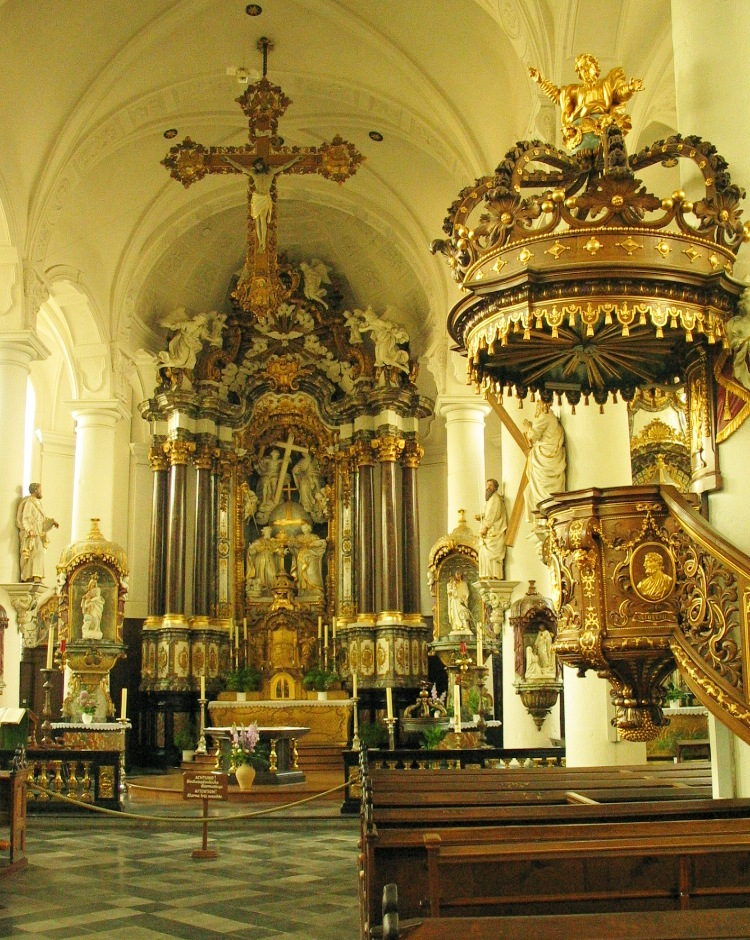
L'església de Sant Nicolau d'Eupen

.